# Walter Furrer (Komponist)
Walter Furrer (* 28. Juli 1902 in Plauen; † 22. Februar 1978 in Bern) war ein Schweizer Komponist und Dirigent.

## Leben und Wirken
Walter Furrer wurde am 28. Juli 1902 in Plauen im Vogtland geboren. Seine Eltern waren der Schweizer Ingenieur und spätere Direktor der Eidgenössischen Waffenfabrik Adolf Furrer (1873–1958) und Martha Furrer-Riedel, die älteste Tochter des Lehrers und vogtländischen Mundartdichters Louis Riedel.
Seine Kindheit und Jugend verbrachte Walter Furrer in Bern, wo er bereits während der ersten Schuljahre Klavierunterricht erhielt. Sein wichtigster Lehrer war der Schweizer Pianist Oskar Ziegler, der ihn immer wieder auf das innovatorische Wirken seines eigenen Lehrers Ferruccio Busoni hinwies und damit seine positive Haltung gegenüber der kompositorischen Avantgarde nachhaltig prägte. Nach dem Abitur am Städtischen Gymnasium Bern absolvierte Walter Furrer einige Semester Philologie an der Universität Lausanne. Er ging dann nach Paris, um an der École normale de musique zwei Jahre lang in der Kontrapunkt-Klasse Nadia Boulangers zu studieren. Es folgte ein Engagement als Korrepetitor und Chorleiter in Gotha. Dort entstanden seine ersten Liederzyklen, nach Texten von Christian Morgenstern, Gottfried Keller und August Stramm.
Die politische Entwicklung in Deutschland zwang ihn zur Rückkehr in die Schweiz, wo er fünfundzwanzig Jahre am Stadttheater Bern als Chorleiter und Kapellmeister und anschliessend, ab 1957, zehn Jahre bei Studio Radio Bern als Kapellmeister, Leiter des von ihm im Auftrag des Senders gegründeten Kammerchors und Komponist tätig war.
Walter Furrers Œuvre weist eine grosse Bandbreite auf. Vor allem während seiner Tätigkeit bei Studio Radio Bern schrieb er auch eine Reihe von Auftragswerken, so zum Beispiel Der Schimmelreiter. Radiophantasie nach der gleichnamigen Novelle von Theodor Storm mit Sprechrollen, einer Gesangspartie, Chor und grossem Orchester (Textbuch von Walter Beutter), die am 31. Oktober 1960 erstmals ausgestrahlt wurde, Quatembernacht. Eine Radioballade nach einer Walliser Sage für Kammerorchester, Orgel, Soli, Chor, Kinderchor und Sprechrollen (Textbuch von Kurt Weibel; Erstsendung am 6. Januar 1965) sowie zahlreiche Hörspielmusiken. Was die im Auftrag des Stadttheaters Bern entstandenen Kompositionen angeht, so sind insbesondere die drei religiösen Chöre aus Faust I für gemischten Chor und obligate Orgel (1940, verlegt von Gebr. Hug u. Co., Zürich und Leipzig) zu nennen.
Unter den zahlreichen Vokalzyklen ragen die Sieben Lieder für Sopran und Klavier nach Texten von Theodor Storm und Walter von der Vogelweide (1938), Six fables de La Fontaine pour baryton, clarinette, viola et violoncelle (1939), Sources du vent, sept mélodies pour soprano et orchestre nach Texten des französischen Symbolisten Pierre Reverdy (1966) und die sechs Türkischen Lieder für Bariton und Kammerorchester nach Texten von Wasif Enderuni, Ahmed Haschim, Orhan Veli und Jahja Kemal (1968/1669) besonders hervor.
Ausserdem ist auf zahlreiche A-cappella-Chöre, einzelne geistliche Kompositionen wie zum Beispiel Le Chiese di Assisi, nove visioni musicali per organo (1973), Konzertwerke und vor allem auf die Bühnenwerke Der Faun, Oper in zwei Bildern nach Motiven von Felix Timmermans (Uraufführung am Stadttheater Bern am 24. Januar 1947), sowie Zwerg Nase, burleske Oper in fünf Bildern nach Wilhelm Hauff (1949/1952), deren Libretti er selbst verfasste, hinzuweisen. Zum erstgenannten Werk wurde der Komponist durch die Novelle Der Weihnachtsfaun des flämischen Dichters Felix Timmermans angeregt, für Zwerg Nase stand Hauffs Kunstmärchen Der Zwerg Nase Pate. Mit auf den Bühneneffekt berechneten dramaturgischen Eingriffen gestaltete er die epischen Vorlagen behutsam um, da er es für wichtig hielt, die in beiden Fällen zeitlosen Kernaussagen nicht zu zerstören.
Laut dem Theaterlexikon der Schweiz hat Walter Furrer dem Radio «mit neuen musikdramatischen Formen wesentliche Impulse» gegeben, und sein Stil sei von der Neuen Musik in Paris geprägt; als weiteres Charakteristikum wird angeführt, dass er «eine modifizierte Zwölftontechnik mit Folkloreelementen» verbunden habe. Er selbst äussert sich hierzu in dem etwa fünfzehnseitigen Aufsatz Meine Studienjahre in Paris, den er anlässlich seines 70. Geburtstags schrieb und der 1972 von Studio Radio Bern in zwei mit Musikbeispielen angereicherten Sendungen ausgestrahlt wurde. In ihrer November-Ausgabe 2014 veröffentlichte die Schweizer Musikzeitung einen Teil dieses Textes, der das Pariser Musikleben der zwanziger Jahre exemplarisch beleuchtet, und stellte ihn als Ganzes ins Netz.
Einen Bereich in Walter Furrers Musikschaffen stellen die über 200 Bearbeitungen schweizerischer Volkslieder in allen vier Landessprachen mit Klavierbegleitung dar. Der Verlag Müller & Schade, Bern, publizierte sie unter dem Titel Maisänger singen Volksweisen im Satze von Walter Furrer. Angeregt durch Béla Bartóks ungarische Folklore-Studien, fasste Furrer bereits in Paris den Entschluss, «etwas Ähnliches zu Gunsten der schweizerischen Folklore zu unternehmen». Nach mehrjähriger intensiver Sammel- und Arrangementsarbeit bildete er in Bern in den dreissiger Jahren des 20. Jahrhunderts mit professionellen Sängern eine aus drei Frauenstimmen und einer Männerstimme bestehende Solistengruppe, die sich jahrelang am Rundfunk sowie in öffentlichen Konzerten grosser Beliebtheit erfreute.
Die Tochter des Komponisten, Beatrice Wolf-Furrer, hat im Juni 2012 den gesamten kompositorischen Nachlass einschliesslich von Dokumenten wie Korrespondenzen, Kritiken, Verträgen etc. der Burgerbibliothek Bern als Schenkung übergeben.

## Werkverzeichnis

### Dramatische Werke
- Weg ins Leben, Ballett, 1939 (UA 1952)
- Das Zauberhorn, Ballett, 1939
- Der Faun, Oper in zwei Bildern nach Motiven von Felix Timmermans, 1944/45 (UA am 24. Januar 1947)
- Zwerg Nase, burleske Oper in fünf Bildern nach Wilhelm Hauff, 1949/52
- Der Schimmelreiter, Radiophantasie nach der gleichnamigen Novelle von Theodor Storm mit Sprechrollen, einer Gesangspartie, Chor und grossem Orchester, Textbuch von Walter Beutter, 1958 (Erstsendung am 30. Oktober 1960)
- Quatembernacht, eine Radioballade nach einer von Johannes Jegerlehner überlieferten Walliser Sage für Kammerorchester, Orgel, Soli, Chor, Kinderchor und Sprechstimmen, Textbuch von Kurt Weibel, 1964 (Erstsendung: 6. Januar 1965)

### Lieder/Liederzyklen
- Fünf Totentanzlieder, für Alt und Klavier, nach Texten von Christian Morgenstern, 1927
- Alte Weisen, zwölf Lieder für Alt und Orchester, nach Texten von Gottfried Keller, 1928
- Drei Gesänge für Alt und Klarinette, nach Texten von August Stramm, 1929
- Drei Kinderlieder für Knabenstimme und Klavier, nach Texten von Güll, 1934
- Sieben Lieder für Sopran und Klavier, nach Texten von Theodor Storm und Walter von der Vogelweide, 1938
- Six fables de La Fontaine, pour baryton, clarinette, viola et violoncelle, 1939
- Vier Lieder für Altstimme und Klavier, nach Texten von Theodor Storm, 1943
- Über jedem Neste, Fughetta für Knabenstimme a cappella, nach einem Text von Joseph Victor Widmann, 1954 (ersch. in Liederhefte für Bernische Sekundarschulen und Pro-gymnasien, Heft 5, Staatlicher Lehrmittelverlag, Bern 1958)
- Sources du vent, sept mélodies pour soprano et orchestre, nach Texten von Pierre Reverdy, 1966
- Die Stunde schlug, vier Lieder für mittlere Stimme/Sopran und Klavier, nach Texten von Theodor Storm, 1966
- Türkische Lieder, sechs Lieder für Bariton und Kammerorchester, nach Texten von Wasif Enderuni, Ahmed Haschimi, Orhan Veli und Jahja Kemal, ins Deutsche übersetzt von Annemarie Schimmel, 1968

### Chöre
- Männerchöre a cappella, Stimmen aus dem Leunawerk, Text Bauer, 1928
- Zwei Chöre nach Texten von Schönlank (Sause, Riemen) und Ernst Toller (Marschlied), 1933
- Stimmen der Nacht, für gemischten Chor a cappella, Text Peter Bratschi, 1934
- Pan, Suite für Männerchor a cappella, Text Hirte, 1935
- Tüf im Tal, für gemischten Chor a cappella, Text Peter Bratschi, 1938; Müller & Schade, Bern
- Drei religiöse Chöre aus Faust I (Goethe) für gemischten Chor und obligate Orgel (Mater dolorosa Dies irae, Chorus ad diem festi Paschae), 1940, Gebrüder Hug, Zürich und Leipzig
- Drei Chöre nach Texten von Petzold (Der Strom), Vanzetti (Vision) und Jacoby (Weltgebot), 1942, SASB (Schweizerischer Arbeitersängerbund)
- Zwei Schmiedelieder für gemischten Chor a cappella (Ambossläuten, Jungschmiedelied), Text Peter Bratschi, 1944, SASB
- Hütet das Licht, für gemischten Chor a cappella, Text A. Wagner, 1944, SASB
- Drei Frauenchöre a cappella nach Texten von Nobs-Hutzli (Wiegenlied) und Hesse (Gavotte, Wiegenlied), 1948, SASB und Folda
- Allein, für Männerchor a cappella, Text Peter Bratschi, 1949, Copyright by SASB
- Im Eisenwerk, für Männerchor und Knabenchor a cappella, Text Peter Bratschi, 1949, SASB

### Konzertstücke
- Themenvariationen für Klavier, 1926
- Drei Tagebuchskizzen, für grosses Orchester, 1927
- Scherzo drôlatique, für grosses Orchester (Konzertbearbeitung des Küchenjungenballetts aus Zwerg Nase), 1955, öffentliche UA 1973 in Aachen. Tonaufnahme von 1960 mit dem Radio-Orchester Beromünster unter der Leitung des Komponisten auf Neo.Mx3
- Musique de chambre pour flûte, hautbois et quatuor à cordes, 1966
- Der Schimmelreiter, Sinfonische Dichtung für grosses Orchester nach der gleichnamigen Radiophantasie, 1965. Tonaufnahme von 1965 mit dem Orchestra della Svizzera italiana unter der Leitung des Komponisten auf Neo.Mx3
- Musik für Streicher, 1974 (Kompositionsauftrag der Stadt Bern)
- Zwischenspiel aus der Oper Der Faun für grosses Orchester, 1977

### Geistliche Musik
- Liebe, Motette, Text P. Kästner, 1953, Copyright by SASB
- Psalm 142 für Sopran und Orgel, 1967
- Psalm 102 und 27 für Alt, Oboe und Orgel, 1968
- Le chiese di Assisi, nove visioni musicali per organo, 1973

Ausserdem entstanden zahlreiche Auftragswerke in Form von Bühnen- und Hörspielmusiken.

### Medien
- Walter Furrer - Werksauswahl. Audio-CD, aufgenommen bei SRF 2 Kultur am 19./20. Juni 2018. Koproduktion von Müller & Schade und Beatrice Wolf-Furrer, Bern 2018.